# (58622) Setoguchi
(58622) Setoguchi est un astéroïde de la ceinture principale.

## Description
(58622) Setoguchi est un astéroïde de la ceinture principale. Il fut découvert le 2 novembre 1997 à Yatsuka (en) par Hiroshi Abe et Seidai Miyasaka. Il présente une orbite caractérisée par un demi-grand axe de 2,64 UA, une excentricité de 0,09 et une inclinaison de 13,8° par rapport à l'écliptique.

## Compléments